# (31114) 1997 QB1
(31114) 1997 QB1 est un astéroïde de la ceinture principale découvert en 1997.

## Description
(31114) 1997 QB1 a été découvert le 28 août 1997 à l'observatoire Kleť, en République tchèque, en Bohême-du-Sud, par Zdeněk Moravec.

### Caractéristiques orbitales
L'orbite de cet astéroïde est caractérisée par un demi-grand axe de 2,28 ua, un périhélie de 2,01 ua, une excentricité de 0,12 et une inclinaison de 4,59° par rapport à l'écliptique. Du fait de ces caractéristiques, à savoir un demi-grand axe compris entre 2 et 3,2 ua et un périhélie supérieur à 1,666 ua, il est classé, selon la JPL Small-Body Database, comme objet de la ceinture principale.

### Caractéristiques physiques
(31114) 1997 QB1 a une magnitude absolue (H) de 15,9 et un albédo estimé à 0,330.